# Chiesa di San Giuseppe Artigiano (Roma)
La chiesa di San Giuseppe artigiano è una chiesa di Roma, nel quartiere Collatino, in largo San Giuseppe Artigiano.

## Storia
Essa fu costruita nel XX secolo su progetto degli architetti Giorgio Monaco e Ferdinando Barbaliscia, e con decreto del 14 febbraio 1958 del cardinale Clemente Micara.
La chiesa è sede parrocchiale, istituita dal cardinale vicario Clemente Micara il 24 febbraio 1958 con il decreto Quo facilius spirituali.

## Descrizione
L'edificio, posto ad un livello inferiore rispetto al piano stradale, è a pianta poligonale, con tre entrate, di cui la principale, preceduta da un porticato, è in asse con l'altare maggiore. Una struttura in cemento a V rovesciato fa da copertura all'ingresso.
Significative sono le pitture surrealiste che coronano l'altare: realizzate da Agostino De Romanis nel 1987, esse raffigurano attraverso una minuziosa simbologia il tema della "Vecchia Alleanza" e della "Nuova Alleanza" (del Vecchio e del Nuovo Testamento). In seguito questi dipinti vengono introdotti e nel tempo stesso sviluppati per una lettura più particolareggiata da dodici grandi tele che arricchiscono anche cromaticamente tutto il perimetro della Chiesa, tele prodotte da giovani artisti: Fabrice De Nola, Dario Taormina, Maurizio Galli, Lithian Ricci, Walter Gatti, Alessandro Simone e Rodolfo Romano appartenenti alla corrente detta pittura colta, diretta dallo scomparso critico d'arte Italo Mussa.